# Marquinhos
Marcos Aoás Corréa, kallad "Marquinhos", född 14 maj 1994 i São Paulo, är en brasiliansk fotbollsspelare som spelar för klubben Paris Saint-Germain, dit han anlände inför säsongen 2013/2014 från AS Roma där han haft en framgångsrik säsong. Han fick tidigt smeknamnet den nye "Thiago Silva" för sin snabbhet och genomtänkta försvarsspel.

## Klubbkarriär
Marquinhos proffskarriär började i AS Roma och fortsatte i Paris Saint Germain. I mars 2015 förlängde han sitt kontrakt med PSG fram till juni 2019. Den 13 januari 2020 förlängde Marquinhos sitt kontrakt fram till sommaren 2024.

## Landslagskarriär
I november 2022 blev Marquinhos uttagen i Brasiliens trupp till VM 2022.